# Thymidine phosphorylase
La phosphorylase de thymidine ou thymidine-phosphorylase est une glycosyltransférase qui catalyse la réaction :
thymidine + phosphate  {\displaystyle \rightleftharpoons }  thymine + 2-désoxy-α-D-ribose-1-phosphate.
Cette enzyme intervient dans la dégradation et le sauvetage des ribonucléosides pyrimidiques, ainsi que dans le métabolisme des purines et dans le cancer de la vessie.